# Homalocarpus integerrimus
Homalocarpus integerrimus là một loài thực vật có hoa trong họ Hoa tán. Loài này được (Turcz.) Mathias & Constance mô tả khoa học đầu tiên năm 1965.